# 角田順 (海軍軍人)
角田 順（かくた じゅん、1881年9月14日 - 1915年3月1日）は、日本海軍の軍人。最終階級は海軍少佐。1915年3月1日極秘任務遂行中に千葉県沖で汽艇の沈没事故により死亡。

## 経歴
石川県出身。1881年9月金沢市 金石味噌屋町の医師角田元伯の長男として生まれる。石川県尋常中学校（現在の石川県立金沢泉丘高等学校）を経て、1903年12月、海軍兵学校（31期）を188人中13番の成績で卒業。翌年9月、海軍少尉任官を待って金田ケン子と結婚。妻は（一般女性を対象とした日本初のミス・コンテストと言われる）時事新報社の令嬢美人コンクールで全国2位の経歴を持つ。
日露戦争では軍艦「鎮遠」乗組み殊勲を挙げ、1905年には中尉となる。1910年5月、横浜海軍砲術学校高等科を卒業。軍艦「厳島」砲術長、海軍兵学校運用術教官、 監事などを兼務歴任し、1914年5月、海軍大学校（甲種12期）を卒業。同期には後に第37代内閣総理大臣となる米内光政がいた。
卒業直後鎮海湾に派遣されたが、8月日独戦争開戦時には第二艦隊の参謀として青島の戦いにて何戦苦闘するも独特の戦術を駆使して偉勲を挙げ、第一艦隊の軍艦「常磐」の幕僚となり、敵艦「エムデン」の捜査任務につく。10月赤道直下の困苦欠乏をしのいで敵艦を撃滅し、内地凱旋の後、少佐昇進。 横須賀鎮守府参謀となり、 駆逐艦「叢雲」に乗組む。 1915年3月1日極秘任務遂行中、千葉県沖で汽艇の沈没事故により死亡。

## 栄典
- 1904年（明治37年）10月10日 - 正八位[1]